# Juncus bufonius
El junco de sapo (Juncus bufonius) es una herbácea de la familia de las juncáceas.

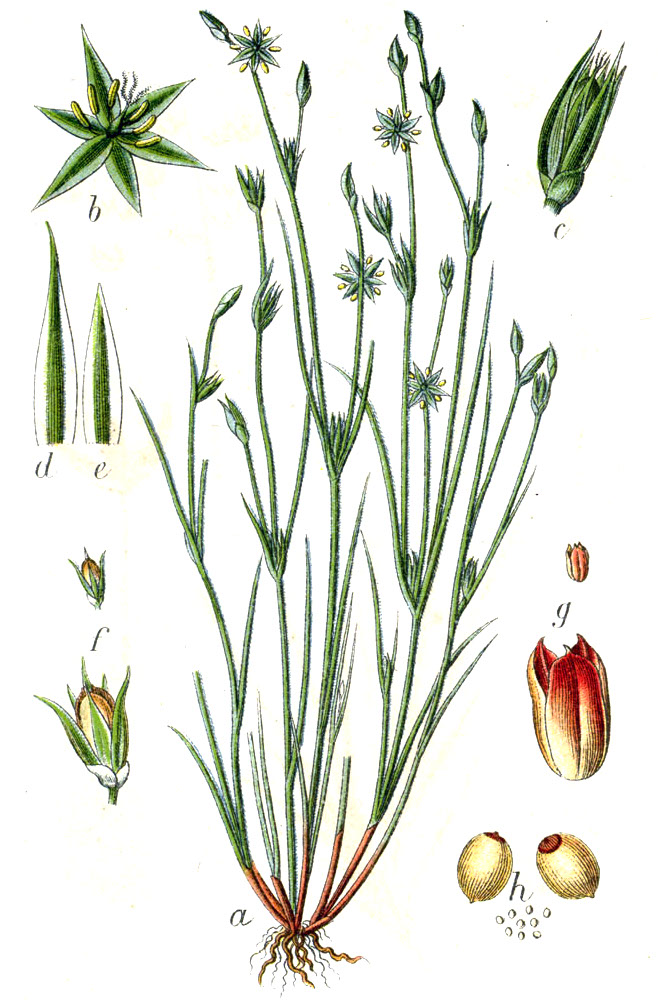
Ilustración

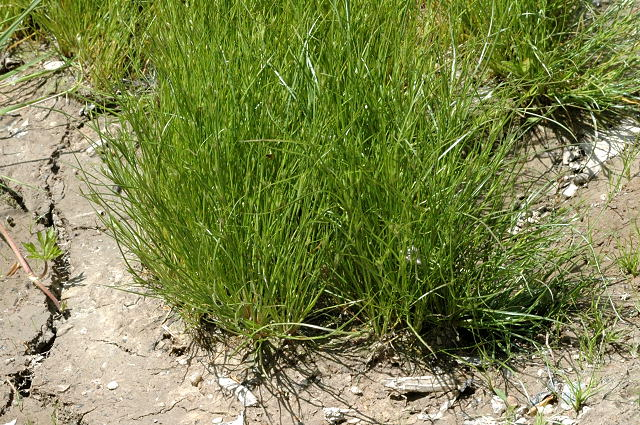
Vista de la planta

## Descripción
Planta muy ramificada, erecta o parcialmente tendida, de 3-35 cm, que forma céspedes poco espesos. Hojas casi todas en la base, de hasta 1 mm de ancho, largas, con bordes revueltos longitudinalmente hasta formare casi un tubo. Las flores en primavera y verano, tienen 6 tépalos o piezas florales ovado-lanceoladas, verdes, protegidas en su base por otras dos piezas o brácteas membranosas. Dentro de los tépalos se encuentran los órganos masculinos y femeninos, que fructifican en una cápsula de contorno elíptico, donde maduran semillas de poco menos de 0,5 mm.  Su nombre científico procede de Bufo, (sapo).

## Distribución y hábitat
Especie cosmopolita. En Europa. Crece en las zonas casi permanentemente inundadas, pero sin cubrir la planta, donde el barro permanece húmedo.

## Taxonomía
La especie fue descrita por Carlos Linneo y publicado en Species Plantarum 1: 328 en el año 1753.
Etimología
Juncus: nombre genérico que deriva del nombre clásico latino  de jungere = , "para unir o vincular", debido a que los tallos se utilizan para unir o entrelazar".
bufonius: epíteto latino que significa "que crece en lugares húmedos".
Sinonimia
- Tenageia bufonia (L.) Fourr., Ann. Soc. Linn. Lyon, n.s., 17: 172 (1869).
- Juncus bufonum Bubani, Fl. Pyren. 4: 187 (1901), nom. superfl.
- Juncus divaricatus Gilib., Exerc. Phyt. 2: 506 (1792), opus utique oppr.
- Juncus plebeius R.Br., Prodr. Fl. Nov. Holl. 1: 259 (1810).
- Juncus prolifer Kunth in F.W.H.von Humboldt, A.J.A.Bonpland & C.S.Kunth, Nov. Gen. Sp. 1: 236 (1816).
- Juncus cespifolius Raf., Autik. Bot.: 196 (1840).
- Juncus creticus Raf., Autik. Bot.: 196 (1840).
- Juncus pumilus Raf., Autik. Bot.: 196 (1840).
- Juncus bilineatus Gand., Contr. Fl. Terr. Slav. Merid. 1: 29 (1883).
- Juncus istriacus Gand., Contr. Fl. Terr. Slav. Merid. 1: 28 (1883).
- Juncus fasciatus Lojac., Fl. Sicul. 3: 164 (1909).
- Juncus leptocladus Hayata, Icon. Pl. Formosan. 6: 100 (1916).
- Juncus erythropodus V.I.Krecz., Byull. Sredne-Aziatsk. Gosud. Univ. 21: 176 (1935).
- Juncus juzepczukii V.I.Krecz. & Gontsch. in V.L.Komarov (ed.), Fl. URSS 3: 625 (1935).
- Juncus aletaiensis K.F.Wu, Acta Phytotax. Sin. 32: 450 (1994).[4]

## Nombre común
- Castellano: junco de rana, junco de sapo, junquillo de sapo, resbalabueyes.[5]